# パサソン
パサソン（Lao: ປະຊາຊົນ, 直訳:「人民」） は、ラオスで発行されている週刊新聞である。 この新聞は1950年8月13日に創刊された。パサソンは、マルクス・レーニン主義の原則に基づく共産党であり、国内で唯一の公認政党であるラオス人民革命党の公式機関紙である。